# Coscinia punctata
Coscinia punctata là một loài bướm đêm thuộc phân họ Arctiinae, họ Erebidae.